# 矩計図
矩計図（かなばかりず）とは、建物を切断して基礎から軒先までの納まりや寸法等を細かく記入した断面図の詳細版。主要な外壁部分の各部分の高さ関係や材料などが示されており、仕上げ材や断熱材、その他各部材の納まり、防水方法、屋根裏換気の考え方がわかるため、建物の品質を明確に図示している。

最も重要な図面のひとつで、縮尺は1/20〜1/50程度。